# Karatepe
|  | No s'ha de confondre amb Kabatepe. |

 Karatepe («Turó Negre», hitita: Azatiwataya o Azitawatas; assiri Ishtunda) és una antiga fortalesa hitita exhibida com a museu a l'aire lliure a la província d'Osmaniye, a Turquia, a 23 km de la ciutat de Kadirli, a les muntanyes del Taure, a la riba dreta del riu Ceyhan.
El lloc forma part del Parc Nacional de Karatepe-Arslantaş.

## Història
El lloc controlava el pas d'Anatòlia a la plana del nord de Síria. Després de l'enfonsament de l'Imperi Hitita, va pertànyer al regne de Que, estat que al segle ix aC (data discutida, podria ser al final del segle viii aC) l'hauria concedit a emigrants grecs de la nissaga de Mopsos (Μόψος), que suposadament haurien emigrat de Troia segles abans.

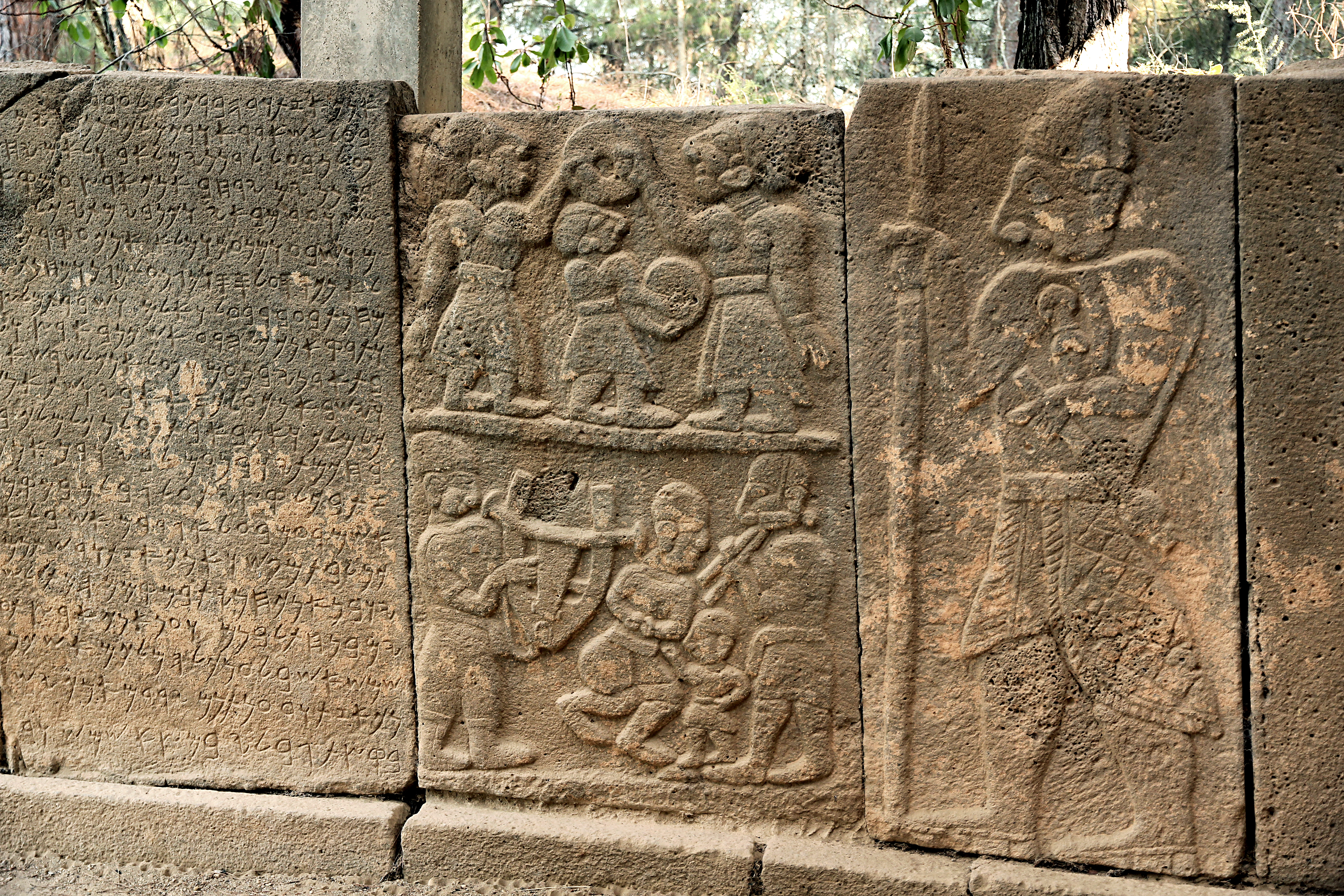
Porta nord, relleus NVl 6-8
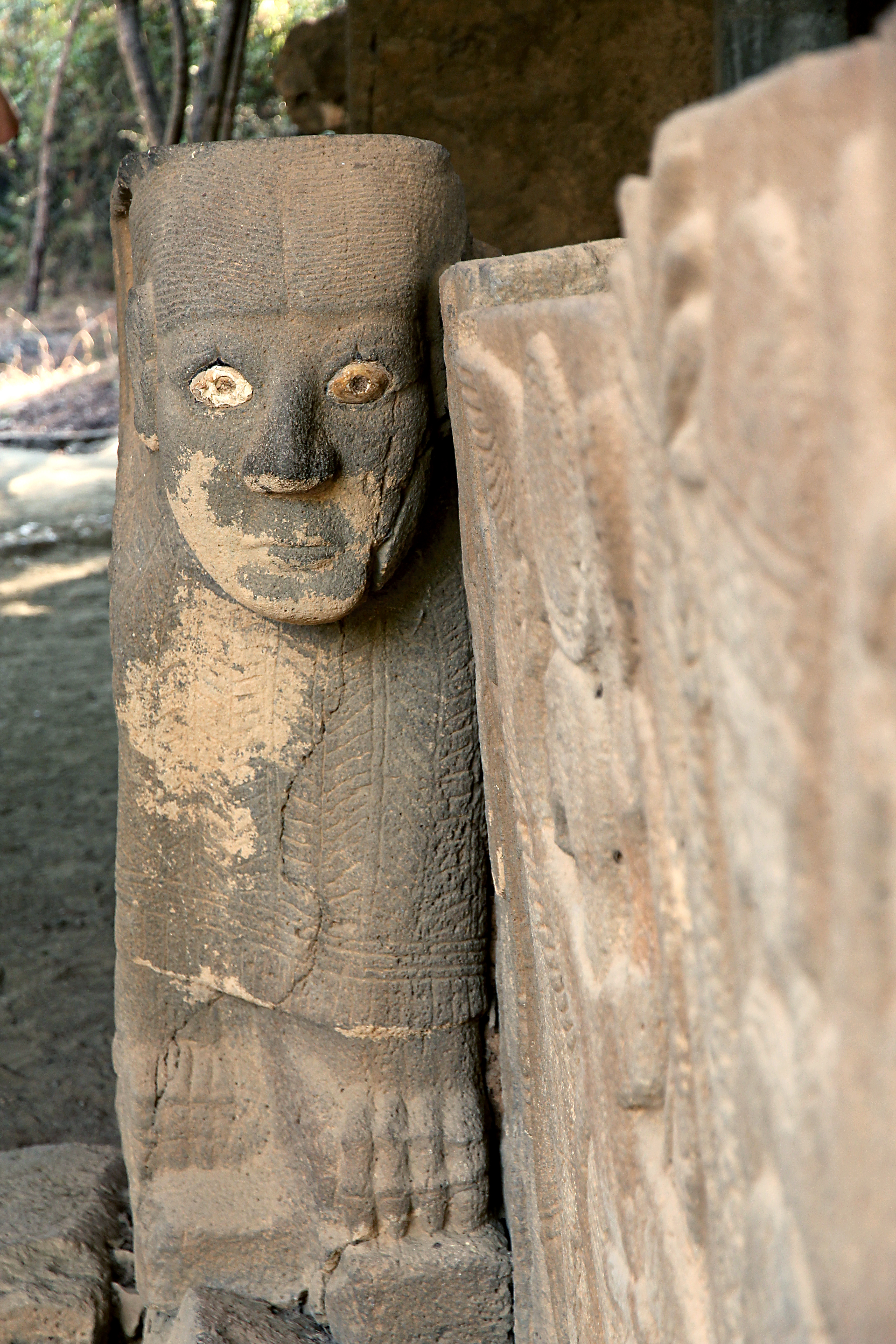
Pilar en forma d'esfinx

S'han trobat tauletes, estàtues, edificacions, dues portes monumentals amb relleus, amb pilars de lleons i esfinxs flanquejant les portes. Una inscripció bilingüe en fenici i luvita del rei Azitawatas de la casa de Mopsos va servir als arqueòlegs per a desxifrar els jeroglífics luvites.

## Arqueologia
El lloc fou descobert el 1946 i fou excavat del 1947 al 1957 per un equip dirigit per Helmuth Theodor Bossert. Es van portar a terme treballs de restauració durant anys i també alguns altres sondejos. Un treball arqueològic sobre el palau es va fer sota la direcció d'Halet Çambel, a la dècada del 1990.

### Inscripció de Karatepe
La inscripció bilingüe del segle iii aC del jaciment, en fenici i jeroglífic luvi, reflecteix les activitats dels reis d'Adana de la «casa de Mopsos», donada en jeroglífic luvi com «mu-ka-sa-» (sovint traduït com «Moxos») i en fenici com «Mopsos» en la forma «mpš» Va ser compost en fenici i després traduït al jeroglífic luvi. Aquesta inscripció ha servit als arqueòlegs com a pedra de Rosetta per desxifrar aquests glifs.

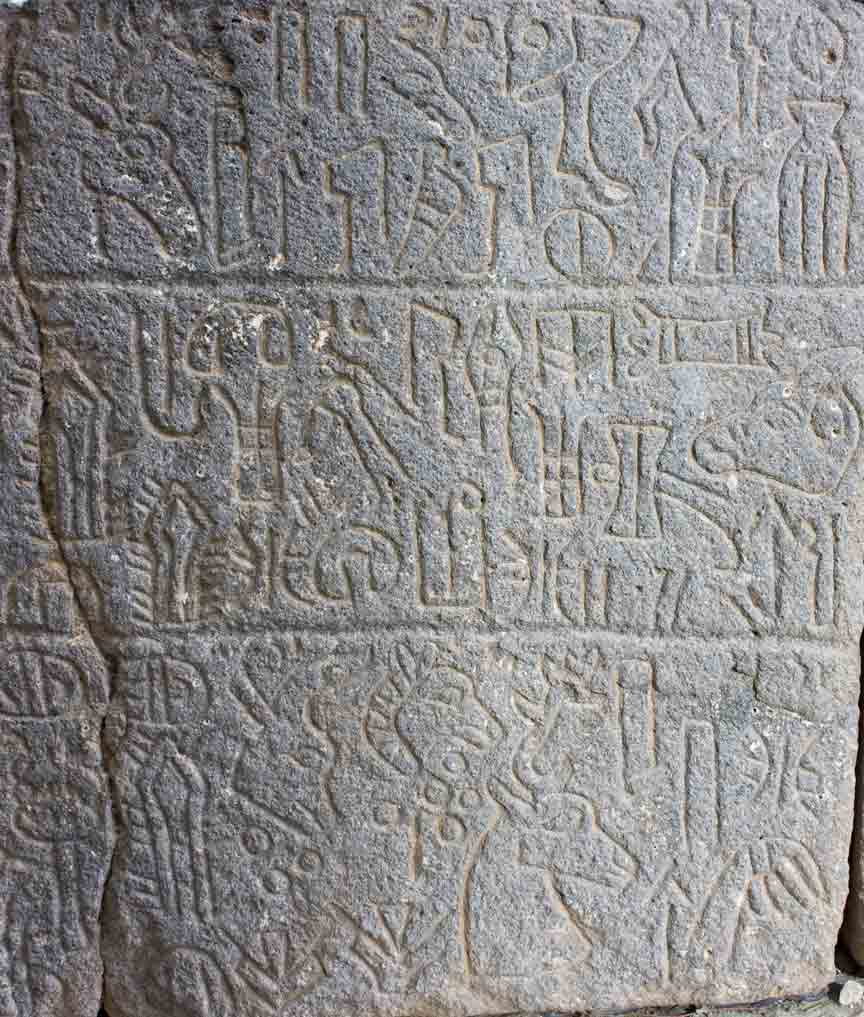
Inscripció Bilingüe de Karatepe

Com podem saber per la inscripció, el seu autor és Azatiwada (o Azatiwata), el governant de la ciutat. També va ser el seu fundador; la inscripció commemora la fundació de la vila. Es va reconèixer com un subordinat d'Awariku, el rei d'Adanawa (Adana), que era l'antic regne de Que. Azatiwataya sembla haver estat una de les ciutats frontereres d'Adanawa.
Una altra inscripció del mateix tipus, la inscripció de Çineköy, es va descobrir més recentment. També esmenta el rei Awariku, que podria haver estat el mateix governant, o part de la mateixa dinastia